# Ultralcis fumida
Ultralcis fumida är en fjärilsart som beskrevs av W. Warren 1904. Ultralcis fumida ingår i släktet Ultralcis och familjen mätare. Inga underarter finns listade i Catalogue of Life.